# Scandix taurica
Scandix taurica är en flockblommig växtart som beskrevs av John Stevenson. Scandix taurica ingår i släktet nålkörvlar, och familjen flockblommiga växter. Inga underarter finns listade i Catalogue of Life.